# Conferència de les Nacions Unides sobre el Canvi Climàtic de 2021
La Conferència de les Nacions Unides sobre Canvi Climàtic de 2021 és la vint-i-sisena ponència de les parts de la Convenció Marc de les Nacions Unides sobre el Canvi Climàtic (COP26) i té lloc entre el 1r i el 12 de novembre de 2021 a la ciutat de Glasgow, Escòcia. La conferència estava prevista per al mes de novembre del 2020, però fou ajornada com a conseqüència de la pandèmia de COVID-19. La conferència també inclou la quinzena reunió de les parts del Protocol de Kyoto (CMP16) i la tercera reunió de les parts de l'Acord de París (CMA3).